# Dicladocera mutata
Dicladocera mutata är en tvåvingeart som beskrevs av David Fairchild 1958. Dicladocera mutata ingår i släktet Dicladocera och familjen bromsar. Inga underarter finns listade i Catalogue of Life.